# حبيبة سابقة مجنونة (مسلسل تلفزيوني)
حبيبة سابقة مجنونة مسلسل أمريكي رومانسي موسيقي كوميدي-درامي المسلسل التلفزيوني عرض لأول مرة في 12 أكتوبر 2015, على CW. السلسلة تم انشاءها من قبل راشيل بلوم وألين ماكينا، بلوم تلعب الدور القيادي.
في 11 مارس 2016, جددت قناة CW المسلسل لموسم ثاني، يعرض لأول مرة في 21 أكتوبر عام 2016.

## روابط خارجية
- حبيبة سابقة مجنونة على موقع IMDb (الإنجليزية)
- حبيبة سابقة مجنونة على موقع ميتاكريتيك (الإنجليزية)
- حبيبة سابقة مجنونة على موقع روتن توميتوز (الإنجليزية)
- حبيبة سابقة مجنونة على موقع نتفليكس (الإنجليزية)
- حبيبة سابقة مجنونة على موقع أول موفي (الإنجليزية)
- حبيبة سابقة مجنونة على موقع فيلمافينيتي (الإسبانية)
- حبيبة سابقة مجنونة على موقع كينوبويسك (الروسية)
- حبيبة سابقة مجنونة على موقع ألو سيني (الفرنسية)
- حبيبة سابقة مجنونة على موقع ميوزك برينز (الإنجليزية)
- حبيبة سابقة مجنونة على موقع قاعدة بيانات الفيلم (الإنجليزية)